# کریستوفر اوسکانیان
کریستوفر اوسکانیان ( انگلیسی: Christopher Oscanyan؛ ۲۳ آوریل ۱۸۱۸ – ۱ اوت ۱۸۹۵) نویسنده و دیپلمات ارمنی‌تبار اهل امپراتوری عثمانی بود.

## زندگی‌نامه
وی در ۲۳ آوریل ۱۸۱۸ در کنستانتینوپل به دنیا آمد و با نام خاچیک غسل تعمید داده شد وی بعدا نام خویش را به کریستوفر تغییر داد. از معلمان خصوصی زبان‌های ارمنی، ترکی و یونانی نوین را فرا گرفت که به زودی ایتالیایی و فرانسوی افزوده شد. در سال ۱۸۳۵ اوسکانیان به نیویورک رسید. در سال ۱۸۴۱ به کنستانتینوپل بازگشت و نخستین روزنامه را که به زبان ارمنی به چاپ می‌رسید با نام «Astarar Püzantian (Byzantine Advertiser)» بنیانگذاری نمود. وی در ۱ اوت ۱۸۹۵ در سن ۷۷ سالگی در بروکلین درگذشت.